# Höga berg och djupa dalar
Höga berg och djupa dalar är en klassisk svensk folkvisa som används vid dans kring såväl midsommarstång som julgran.

## Publikation
- Julens önskesångbok, 1997, under rubriken "Tjugondag Knut dansar julen ut", angiven som "Folklek"

## Inspelningar
En tidig inspelning gjordes i februari 1901, med barnröster och kvinnligt tal, men gavs inte ut kommersiellt.

### Fotnoter
1. ↑  ”Svensk mediedatabas”. http://smdb.kb.se/catalog/id/001454233. Läst 18 maj 2011.